# براين ماكنايت
براين كيلي ماكنايت (من مواليد 5 يونيو 1969) مغني وكاتب أغاني أمريكي وممثل ومنسق ومنتج تسجيل موسيقي. حصلت أعماله على 16 ترشيحات لجوائز غرامي ، على الرغم من أنه لم يتم منحه جائزة واحدة. يعتبر ثالث مع مورتن ليندبرج وسنوب دوغ منتج موسيقي يحصل معظم ترشيحات غرامي دون فوز.

## روابط خارجية
- براين ماكنايت على موقع IMDb (الإنجليزية)
- براين ماكنايت على موقع ميوزك برينز (الإنجليزية)
- براين ماكنايت على موقع قاعدة بيانات برودواي على الإنترنت (الإنجليزية)
- براين ماكنايت على موقع إن إن دي بي (الإنجليزية)
- براين ماكنايت على موقع أول ميوزيك (الإنجليزية)
- براين ماكنايت على موقع ديسكوغز (الإنجليزية)
- براين ماكنايت على موقع قاعدة بيانات الفيلم (الإنجليزية)